# 阿尔弗耶-沙坦
阿尔弗耶-沙坦（法語：Arfeuille-Châtain，法語發音：[aʁfœj ʃatɛ̃]）是法国克勒兹省的一个市镇，属于欧比松区。该市镇于1795-1800年间由阿尔弗耶（Arfeuille）和沙坦（Châtain）合并而成。

## 地理
阿尔弗耶-沙坦（46°3'55"N, 2°26'12"E）面积20.5 平方千米，位于法国新阿基坦大区克勒兹省，该省份为法国中部省份，位于法國中央高原西北部，北起安德尔省和谢尔省，西接维埃纳省，南至科雷兹省，东临多姆山省，东北与阿列省接壤。
与阿尔弗耶-沙坦接壤的市镇（或旧市镇、城区）包括：新比西耶尔、曼萨、勒泰尔、鲁尼亚、萨纳。

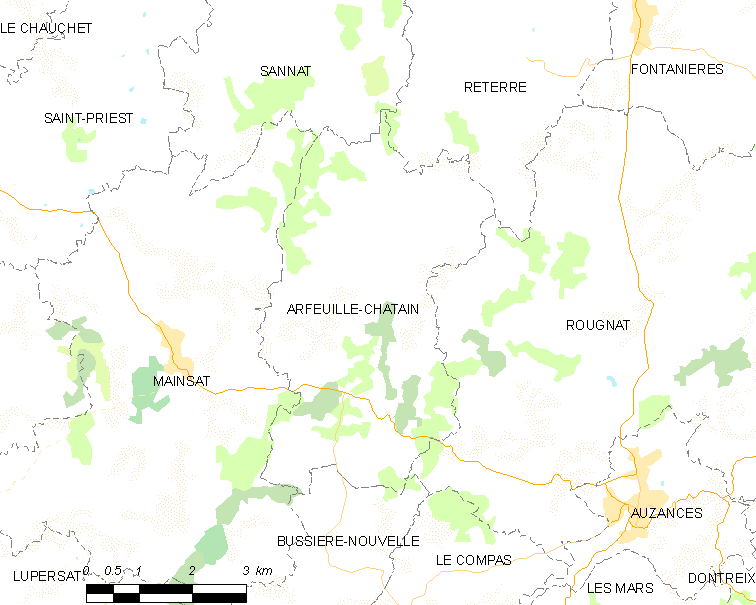
阿尔弗耶-沙坦的OSM定位图

阿尔弗耶-沙坦的时区为UTC+01:00、UTC+02:00（夏令时）。

## 行政
阿尔弗耶-沙坦的邮政编码为23700，INSEE市镇编码为23005。

## 政治
阿尔弗耶-沙坦所属的省级选区为埃沃莱班县。

## 人口

1962-2008年间阿尔弗耶-沙坦人口变化图示

阿尔弗耶-沙坦于2022年1月1日时的人口数量为196人。